# Ottenstein (Noordrijn-Westfalen)
Ottenstein is een plaats in de Duitse gemeente Ahaus, deelstaat Noordrijn-Westfalen, en telt 3749 inwoners (2005).
In het dorp werd omstreeks 1319 een kasteel gebouwd. De plaats verkreeg in 1386 stadsrechten. In de 16e eeuw was Ottenstein ommuurd en omgracht. In 1589 en 1635 tijdens de Dertigjarige Oorlog werd de stad door belegeringen en daarop volgende catastrofale branden geheel verwoest. In 1623 waren de stadsrechten ingetrokken.
In de 18e eeuw werd het vervallen kasteel gesloopt, de stenen werden als spolia herbruikt voor de bouw van de Sint-Joriskerk.

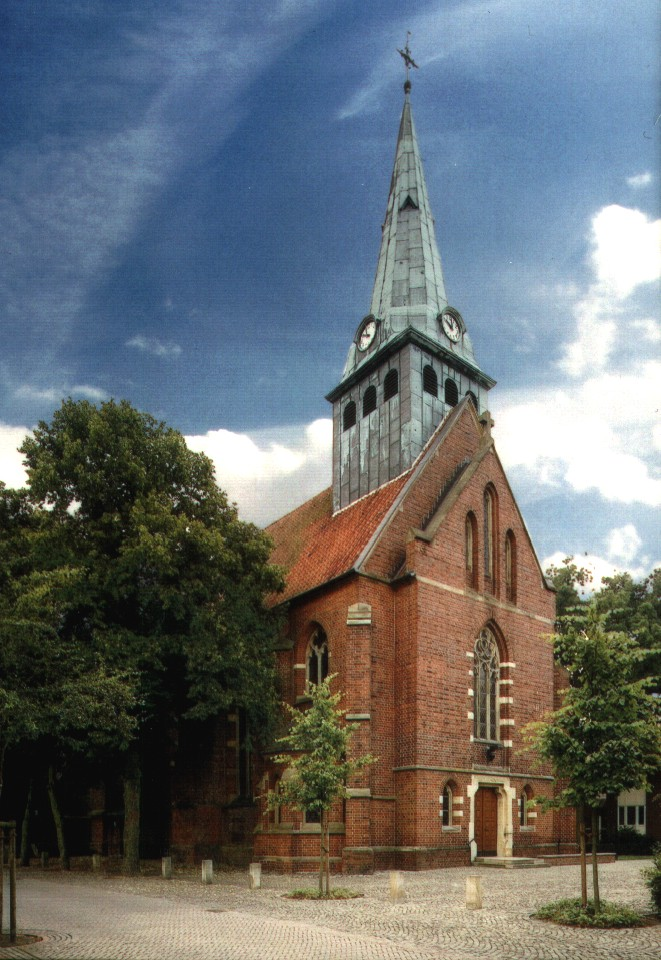
De 18e-eeuwse Sint-Joriskerk van Ottenstein

De Sint-Joriskerk heeft een bezienswaardig interieur met talrijke barokke voorwerpen.
Even bezienswaardig als de Sint-Joriskerk is de in 1793 gebouwde Mariakapel met 17e-eeuws crucifix. De kapel staat bij de sportvelden van het dorp.

## Geboren
- Jens Spahn (Ottenstein, 16 mei 1980), Duits politicus CDU, sinds 2018 minister van Volksgezondheid van Duitsland in het vierde kabinet van Angela Merkel

Ahaus · Alstätte · Graes · Ottenstein · Wessum · Wüllen